# Michel Lejeune (Linguist)

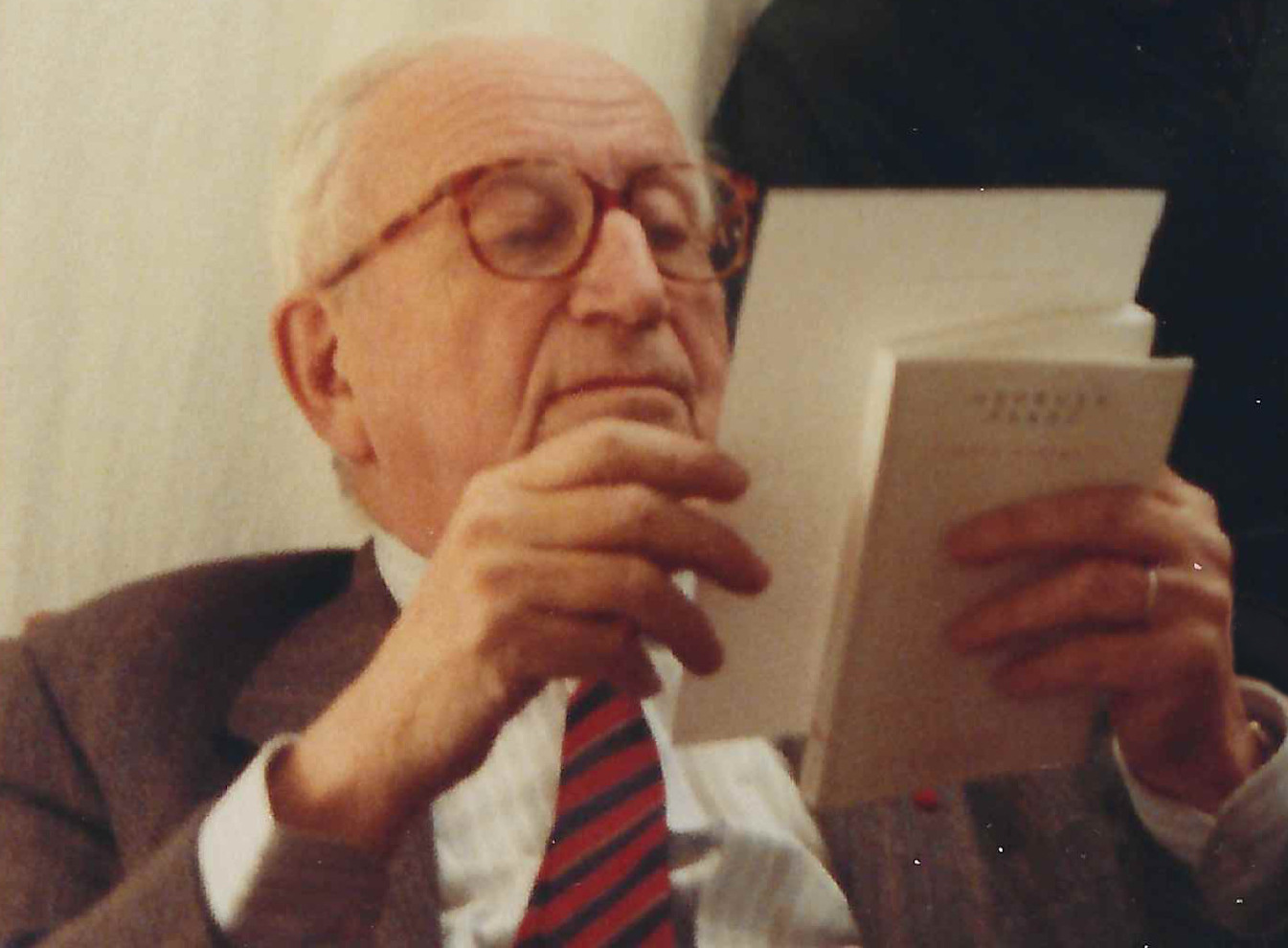
Michel Lejeune, 1989

Michel Lejeune (* 30. Januar 1907 in Paris; † 27. Januar 2000 ebenda) war ein französischer Gräzist und Linguist (Phonologe).

## Leben
Lejeune nahm 1926 ein Studium an der École normale supérieure auf, das er 1929 mit der agrégation de grammaire abschloss. Die Promotion erfolgte 1940. Seine erste Dissertation behandelte griechische Adverbien auf -then, seine zweite Observations sur la langue des actes d’affranchissement delphiques. Er war Schüler des Vergleichenden Sprachwissenschaftlers Antoine Meillet und von Joseph Vendryes und spezialisierte sich in der historischen Phonetik des Altgriechischen.
Er lehrte zunächst als maître de conférences Klassische Philologie in Poitiers (1933–1937), anschließend in Bordeaux (als Professor seit 1941) und wechselte 1947 als Directeur d’études in Vergleichender Grammatik der indoeuropäischen Sprachen an die École pratique des hautes études, 1951 als Professor für Linguistik an die Sorbonne (bis 1955).
1963 wurde er in die Académie des inscriptions et belles-lettres und 1976 als korrespondierendes Mitglied in die British Academy aufgenommen, 1977 wurde er in die Académie royale des Sciences, des Lettres et des Beaux-Arts de Belgique und 1992 in die American Academy of Arts and Sciences gewählt. Von 1970 an war er Sekretär der Société de Linguistique de Paris.
Er war der Enkel von Xavier-Edouard Lejeune (1845–1918), der seine Memoiren mit dem Titel Calicot hinterlassen hat (Arthaud Montalba, 1984), und der Bruder von Arlette Claire Lejeune (1910–2006) und des Zeichners Jean Effel.

## Forschungsschwerpunkte
Seine Werke Phonétique historique de la langue grecque und sein Précis d’accentuation grecque erfuhren zahlreiche Nachdrucke. Nach 1945 beschäftigte er sich mit den Sprachen des antiken Italiens, dem Lateinischen und dem Etruskischen, aber auch dem Oskischen, dem Venetischen, dem Messapischen, dem Elymischen und dem Lepontischen.
Mit der Dechiffrierung der Linear B-Schrift durch Michael Ventris und John Chadwick wandte er seine Aufmerksamkeit dem mykenischen Griechisch zu.
1954 widmete er eines seiner Seminare den mykenischen Dokumenten, der Sprache, aber auch der Struktur der Archive der mykenischen Gesellschaften. 1956 organisierte er das erste Mykenonologische Kolloquium.
Beinahe vierzig Jahre lang, bis 1997, publizierte er seine Forschungsergebnisse in seinen Mémoires de philologie mycénienne. Seine Arbeiten zum mykenischen Griechisch führten zu einer Überarbeitung seines Traité de phonétique grecque, die unter dem Titel Phonétique historique du mycénien et du grec ancien veröffentlicht wurde.
Am Ende seines Lebens beschäftigte er sich mit dem Gallischen und veröffentlichte den Recueil des inscriptions gauloises.

## Schriften (Auswahl)
- Les adverbes grecs en -then (= Publications de l’Université de Bordeaux. 3, ZDB-ID 442846-8). Delmas, Bordeaux 1939.
- Observations sur la langue des actes d’affranchissement delphiques (= Collection Linguistique. 47, ISSN 0768-1321). Klincksieck, Paris 1940, (Zugleich: Paris, Universität, Dissertation, 1939).
- La position du latin sur le domaine indo-européen. In: Mémorial des études latines. Les belles lettres, Paris 1943, S. 7–31, (Spanisch: La posición del latín en el dominio indoeuropeo (= Universidad de Buenos Aires. Facultad de Filosofía y Letras. Instituto de Filología. Seccion Clásica. Publicaciones. Serie B, Band 3, ZDB-ID 1155616-X). Traducción y prólogo de Carlos Alberto Ronchi March. Universidad de Buenos Aires. Facultad de Filosofía y Letras. Instituto de Filología, Buenos Aires 1949).
- Précis d’accentuation grecque. Hachette, Paris 1945.
- Traité de phonétique grecque (= Collection de Philologie Classique. 3, ZDB-ID 847140-X). Klincksieck, Paris 1947.
- Collection Froehner: inscriptions italiques. In: Revue des Études Latines. Band 30, 1952, S. 87–128, (Selbständig: Bibliothèque Nationale, Paris 1953).
- Celtiberica (= Acta Salmanticensia. Filosofía y Letras. Band 7, Nr. 4, ISSN 0210-8011). Universidad de Salamanca, Salamanca 1955.
- Mémoires de philologie mycénienne.
  - Série 1: 1955–1957. Centre National de la Recherche Scientifique, Paris 1958;
  - Série 2: 1958–1963 (= Incunabula Graeca. 42, ISSN 0073-5752). Edizioni dell’Ateneo, Rom 1971;
  - Série 3: 1964–1968 (= Incunabula Graeca. 43). Edizioni dell’Ateneo, Rom 1972;
  - Série 4: 1969–1996 (= Incunabula Graeca. 99). Istituto editoriali e poligrafici internazionali, Rom 1997.
- Index inverse de grec mycénien. Centre National de la Recherche Scientifique, Paris 1964.
- La langue élyme d’après les graffites de Ségeste (Ve siècle). In: Comptes rendus des séances de l’Académie des Inscriptions et Belles-Lettres. Année 113, Nr. 2, 1969, S. 237–242, doi:10.3406/crai.1969.12378.
- Documents gaulois et para-gaulois de Cisalpine. In: Etudes Celtiques. Band 12, Nr. 2, 1970, S. 337–500, doi:10.3406/ecelt.1970.1433, (Selbständig als: Lepontica (= Monographies linguistiques. 1, ISSN 0181-0081). Les Belles Lettres, Paris 1971).
- Phonétique historique du mycénien et du grec ancien (= Tradition de l’humanisme. 9, ISSN 0564-0601). Klincksieck, Paris 1972.
- Manuel de la langue vénète. Winter, Heidelberg 1974, ISBN 3-533-02354-0.
- L’anthroponymie osque (= Monographies linguistiques. 2). Les Belles lettres, Paris 1976.